# Обиън (окръг, Тенеси)
Окръг Обиън (на английски: Obion County) е окръг в щата Тенеси, Съединени американски щати. Площта му е 1437 km², а населението – 32 450 души (2000). Административен център е град Юниън Сити.